# Doryrhamphus pessuliferus
Doryrhamphus pessuliferus és una espècie de peix de la família dels singnàtids i de l'ordre dels singnatiformes.

## Morfologia
- Els mascles poden assolir 16 cm de longitud total.[1][2]

## Reproducció
És ovovivípar i el mascle transporta els ous en una bossa ventral, la qual es troba a sota de la cua.

## Hàbitat
És un peix marí de clima tropical que viu fins als 44 m de fondària.

## Distribució geogràfica
Es troba a l'Arxipèlag de Sulu i Austràlia.